# هروب الأوغاد (فلم)
هروب الأوغاد  فيلم حركة، تشويق وإثارة من تأليف وإخراج ناصر حسين. الفيلم من بطولة سعيد صالح، حنان شوقي، محيي الجندي، محمد خيري  وتدور الأحداث حول شامل الرجل الثري الذي يتعرض لخيانة زوجته وموتها فيقرر حبس ابنته طيلة حياتها خوفًا من أن تصبح الابنة كأمها، إلا أن أحد أقاربها يقرر إنقاذها من محبسها بمساعدة أصدقائه.
صدر الفيلم إلى دور العرض المصرية في يناير 1992.
منح موقع قاعدة بيانات الأفلام العربية "السينما.كوم" الفيلم درجة 5.4/ 10.

## طاقم التمثيل
سعيد صالح: في دور عبد الله محمود
حنان شوقي: في دور عبلة شامل عبد الله
محي الجندي: في دور فتحي عباس
محمد خيري: في دور إبراهيم
عطية عويس: في دور شامل عبد الله
فيفي يوسف: في دور سميحة عمران
ميمي سالم: في دور إعتماد/ عفيفة
بالاشتراك مع: عبد الفتاح دوابة – فرج المصري – أحمد الوكيل – محمود جاد – عمرو يسري – جمال منصور – وحيد الشربيني – ماجدة بركات – طارق مخيمر – أحمد الصعيدي – سلامة عبد الصمد – أحمد هشام – سمير بوند – مجدي عبد الفتاح – حسين علي 

## أحداث الفيلم
يقرر رجل الأعمال الثري شامل عبد الله (عطية عويس) قتل زوجته بعد أن اكتشف خيانتها وشاهدها في أحضان أعز أصدقائه، ولكن قبل التنفيذ، يقع لها حادث يودي بحياتها. يقطع شامل علاقته بعائلة زوجته، ويلحق إبنته عبلة بمدرسة داخلية، ويقيم هو في قصره الكبير مع عشيقته وسكرتيرته إعتماد (ميمي سالم)، التي يرفض أن يتزوجها. تشب إبنته عبلة (حنان شوقي)، ويقرر شامل أن تظل في القصر تحت رقابته. تذهب عبلة إلى الملاهي مع إعتماد، وتحت نظر خمسة من الحراس، ولكن خالتها سميحة عمران (فيفي يوسف) تستطيع أن تميزها بالرغم انها لم ترها منذ 18 عاما، وتسلمها صورة لوالدتها المتوفاة. تخبر الخالة ولدها عبد الله محمود (سعيد صالح) بمقابلتها لعبلة التي لم يرها طوال حياته، ويفكر في رؤيتها، ويطلب من صديقه إبراهيم (محمد خيري) وصديقه فتحي عباس (محيى الجندي) معاونته ويستخدم نظارة مكبرة من فوق سطح المبنى المقابل للقصر، ولكن الحراس يكتشفوا ما يحدث ويعتدون بالضرب على إبراهيم وفتحي. يهاجم الثلاثة قصر شامل، بعد اطلاق الرصاص في الهواء حتى يبتعد عن طريقهم الحراس، ويقومون بتقييد شامل بيه بالحبال ويحمل فتحي الفتاة عبلة، بينما يفتح إبراهيم الخزانة ويستولى على ما فيها. يختبىء الثلاثة، ومعهم عبلة والمال المسروق، في كوخ صغير وسط أرض زراعية ولكن يهاجمهم رجال الشرطة، أثناء غياب محمود وإبراهيم، ويتم القبض على عبد الله وعبلة وسجنهم لمدة 5 سنوات. يحاول إبراهيم إستخراج حقيبة المال المسروق المدفونة، ويجد خلفه إعتماد التي تخبره بعلمها بكل شئ، وتطلب نصيبها في المسروقات. يعرض شامل القصر للبيع لسفره للخارج، فيشتريه إبراهيم ليقيم فيه مع إعتماد عشيقة، بعد أن تغير إسمها إلى عفيفة، بينما يصبح فتحي من كبار رجال الأعمال، ويعرض على إعتماد 200 ألف جنيه، مقابل أن تأتيه بعبلة بعد خروجها من السجن، التي حصلت على إفراج لحسن سلوكها. تكتشف عبلة سفر والدها وشراء إبراهيم لقصره، وتكتشف موت خالتها سميحه عقب سجن ولدها، كما تزور عبد الله في السجن. تفيق عبلة وهي في بيت إعتماد، التي تخبرها أن حادث بسيط وقع لها، فنقلتها لبيتها وأن إسمها أصبح عفيفة. تريد عفيفة الانتقام من عبلة، ابنة عشيقها شامل الذي رفض أن يتزوجها، فتقرر دفع عبلة للعمل بالدعارة، ولكن عبلة تلوذ بالفرار. يخرج عبد الله من السجن، ويذهب إلى إبراهيم الذي يخبره أن حقيبة المال المسروق مازالت مدفونة في الكوخ المهجور، ويطلب منه عبد الله تسليم المال لأصحابه، وبعد سفر شامل بيه، يصبح المال من حق عبلة. يلتقي الثلاثة وعبلة في الكوخ ويدور صراع بينما يصل رجال الشرطة ويموت إبراهيم وفتحي ويعود عبد الله وعبلة للسجن.

## وصلات خارجية
- هروب الأوغاد على موقع الدهليز
- هروب الأوغاد على موقع قاعدة بيانات الأفلام العربية
- هروب الأوغاد على موقع الدهليز
- هروب الأوغاد على موقع كاروهات